# Dajana Achmietwalijewa
Dajana Achmietwalijewa (ros. Даяна Ахметвалиева, ur. 21 grudnia 1997) – kazachska kombinatorka norweska i skoczkini narciarska. Uczestniczka mistrzostw świata seniorów (2017) i uniwersjady (2017).

## Przebieg kariery
Swój debiut na arenie międzynarodowej zaliczyła 24 września 2015 roku w Râșnovie, gdzie odbywał się Puchar Karpat. Konkurs ten ukończyła na dziewiątej pozycji. W rozegranym dzień później konkursie uplasowała się na miejscu dwunastym, a cały cykl zakończyła na dziesiątej pozycji  w klasyfikacji generalnej turnieju.
Już następnego dnia po konkursach Pucharu Karpat wystartowała w zawodach FIS Cup organizowanych w tym samym mieście, gdzie zajmowała pozycje w połowie drugiej dziesiątki zawodów.
23 lutego 2016 roku została zgłoszona do startu w mistrzostwach świata juniorów organizowanych w rumuńskim Râșnovie, lecz nie pojawiła się na starcie tych zawodów.
Na początku października w Rumunii podczas konkursów FIS Cup zajmowała miejsca pod koniec czołowej dziesiątki zawodów.
W dniach 1–4 lutego brała udział w Uniwersjadzie odbywającej się w kazachskim Ałmaty. Konkurs indywidualny ukończyła będąc sklasyfikowaną na dwunastej, ostatniej pozycji. Trzy dni po konkursie indywidualnym z Siergiejem Tkaczenko wystąpiła w konkursie drużyn mieszanych, w którym zajęła ósme miejsce. Dzień później, wraz z Chinką Dong Bing wystąpiła w konkursie drużynowym kobiet, lecz ze względu na fakt, że reprezentowały dwa państwa nie zostały sklasyfikowane.
Z końcem miesiąca wystartowała w mistrzostwach świata seniorów w Lahti. W kwalifikacjach do konkursu indywidualnego zajęła ostatnie, trzydzieste ósme miejsce w stawce, przez co nie wywalczyła zdołała wywalczyć awansu do głównych zawodów. Dwa dni później wzięła udział w konkursie drużyn mieszanych wraz z Ilją Kratowem, Walentiną Sdierżykową i Aleksiejem Korolewem, w którym zajęła trzynaste miejsce.
W drugiej połowie grudnia 2018 roku została zgłoszona do zawodów FIS Cup w amerykańskim Park City, lecz nie pojawiła się na starcie żadnego z dwóch konkursów.

## Osiągnięcia – skoki narciarskie

### Mistrzostwa świata
| Miejsce | Dzień     | Rok  | Miejscowość | Skocznia     | Punkt K | HS     | Konkurs      | Skok 1                  | Skok 2                  | Nota                    | Strata                  | Zwycięzca   |
| ------- | --------- | ---- | ----------- | ------------ | ------- | ------ | ------------ | ----------------------- | ----------------------- | ----------------------- | ----------------------- | ----------- |
| NQ      | 24 lutego | 2017 | Lahti       | Salpausselkä | K-90    | HS-100 | ind.         | nie zakwalifikowała się | nie zakwalifikowała się | nie zakwalifikowała się | nie zakwalifikowała się | Carina Vogt |
| 14.     | 26 lutego | 2017 | Lahti       | Salpausselkä | K-90    | HS-100 | druż. miesz. | 53,5 m                  | –                       | 258,4 pkt (30,9 pkt)    | 777,1 pkt               | Niemcy      |

### Uniwersjada
| Miejsce | Dzień    | Rok  | Miejscowość | Skocznia      | Punkt K | HS     | Konkurs      | Skok 1 | Skok 2 | Nota                 | Strata    | Zwycięzca    |
| ------- | -------- | ---- | ----------- | ------------- | ------- | ------ | ------------ | ------ | ------ | -------------------- | --------- | ------------ |
| 12.     | 1 lutego | 2017 | Ałmaty      | Gornyj Gigant | K-95    | HS-106 | ind.         | 55,0 m | 53,0 m | 37,0 pkt             | 175,6 pkt | Haruka Iwasa |
| 8.      | 4 lutego | 2017 | Ałmaty      | Gornyj Gigant | K-95    | HS-106 | druż. miesz. | 55,5 m | 57,5 m | 153,4 pkt (38,2 pkt) | 291,7 pkt | Japonia I    |

### FIS Cup

#### Miejsca w klasyfikacji generalnej
| Sezon     | Miejsce |
| --------- | ------- |
| 2015/2016 | 46.     |
| 2016/2017 | 38.     |

#### Miejsca w poszczególnych konkursachFIS Cup
stan po zakończeniu sezonu 2020/2021
| Sezon 2015/2016                                              |         |         |         |            |            |              |              |        |        |          |        |        |        |        |        |        |        |        |        |        |        |        |        |        |        |        |
| Villach                                                      | Villach | Szczyrk | Szczyrk | Râșnov     | Râșnov     | Harrachov    | Harrachov    | punkty | punkty | punkty   | punkty | punkty | punkty | punkty | punkty | punkty | punkty | punkty | punkty | punkty | punkty | punkty | punkty | punkty | punkty | punkty |
| -                                                            | -       | -       | -       | 13         | 15         | -            | -            | 36     | 36     | 36       | 36     | 36     | 36     | 36     | 36     | 36     | 36     | 36     | 36     | 36     | 36     | 36     | 36     | 36     | 36     | 36     |
| Sezon 2016/2017                                              |         |         |         |            |            |              |              |        |        |          |        |        |        |        |        |        |        |        |        |        |        |        |        |        |        |        |
| Villach                                                      | Villach | Szczyrk | Szczyrk | Einsiedeln | Einsiedeln | Hinterzarten | Hinterzarten | Râșnov | Râșnov | Notodden | punkty |        |        |        |        |        |        |        |        |        |        |        |        |        |        |        |
| -                                                            | -       | -       | -       | -          | -          | -            | -            | 8      | 7      | -        | 68     |        |        |        |        |        |        |        |        |        |        |        |        |        |        |        |
| Legenda                                                      |         |         |         |            |            |              |              |        |        |          |        |        |        |        |        |        |        |        |        |        |        |        |        |        |        |        |
| 1 2 3 4-10 11-30 poniżej 30 - − zawodniczka nie wystartowała |         |         |         |            |            |              |              |        |        |          |        |        |        |        |        |        |        |        |        |        |        |        |        |        |        |        |

## Osiągnięcia – kombinacja norweska

### Puchar Kontynentalny

#### Miejsca w klasyfikacji generalnej
| Sezon     | Miejsce |
| --------- | ------- |
| 2017/2018 | 18.     |
| 2018/2019 | 34.     |
| 2019/2020 | 34.     |

#### Miejsca w poszczególnych konkursach
| 2017/2018 |                         |                   |                   |             |                |                |                   |                   |                  |                   |        |        |        |
| Rena 20.01 | Rena 21.01              | Niżny Tagił 10.03 | Niżny Tagił 11.03 | punkty      | punkty         | punkty         | punkty            | punkty            | punkty           | punkty            | punkty |        |        |
| - | -                       | 13                | 13                | 40          | 40             | 40             | 40                | 40                | 40               | 40                | 40     |        |        |
| 2018/2019 |                         |                   |                   |             |                |                |                   |                   |                  |                   |        |        |        |
| Steamboat Springs 14.12 | Steamboat Springs 15.12 | Park City 19.12   | Park City 20.12   | Otepää 5.01 | Otepää 6.01    | Rena 16.02     | Rena 17.02        | Niżny Tagił 8.03  | Niżny Tagił 9.03 | Niżny Tagił 10.03 | punkty |        |        |
| 12 | 12                      | dns               | dns               | -           | -              | -              | -                 | -                 | -                | -                 | 44     |        |        |
| 2019/2020 |                         |                   |                   |             |                |                |                   |                   |                  |                   |        |        |        |
| Park City 13.12 | Park City 14.12         | Park City 15.12   | Rena 25.01        | Rena 26.01  | Eisenerz 22.02 | Eisenerz 23.02 | Niżny Tagił 11.03 | Niżny Tagił 12.03 | punkty           | punkty            | punkty | punkty | punkty |
| - | -                       | -                 | -                 | -           | -              | -              | 18                | 15                | 29               | 29                | 29     | 29     | 29     |
| Legenda |                         |                   |                   |             |                |                |                   |                   |                  |                   |        |        |        |
| 1 2 3 4-10 11-30 poniżej 30 dq – dyskwalifikacja - – zawodniczka nie wystartowała DNF – zawodniczka nie ukończyła biegu DNS – zawodniczka nie wystartowała do biegu |                         |                   |                   |             |                |                |                   |                   |                  |                   |        |        |        |

### Letnie Grand Prix

#### Miejsca w klasyfikacji generalnej
| Sezon | Miejsce |
| ----- | ------- |
| 2018  | 10.     |

#### Miejsca w poszczególnych konkursach Letniego Grand Prix
| 2018 |                |        |        |        |        |        |        |        |        |        |        |        |        |        |        |        |        |        |        |        |        |        |        |        |        |        |        |        |        |        |        |
| Oberwiesenthal | Oberwiesenthal | punkty | punkty | punkty | punkty | punkty | punkty | punkty | punkty | punkty | punkty | punkty | punkty | punkty | punkty | punkty | punkty | punkty | punkty | punkty | punkty | punkty | punkty | punkty | punkty | punkty | punkty | punkty | punkty | punkty | punkty |
| 10 | 10             | 52     | 52     | 52     | 52     | 52     | 52     | 52     | 52     | 52     | 52     | 52     | 52     | 52     | 52     | 52     | 52     | 52     | 52     | 52     | 52     | 52     | 52     | 52     | 52     | 52     | 52     | 52     | 52     | 52     | 52     |
| Legenda |                |        |        |        |        |        |        |        |        |        |        |        |        |        |        |        |        |        |        |        |        |        |        |        |        |        |        |        |        |        |        |
| 1 2 3 4-10 11-30 poniżej 30 – – zawodniczka nie wystartowała DNF – zawodniczka nie ukończyła biegu DNS – zawodniczka nie wystartowała do biegu |                |        |        |        |        |        |        |        |        |        |        |        |        |        |        |        |        |        |        |        |        |        |        |        |        |        |        |        |        |        |        |